# Тула (Мексика)
Тула — древняя столица тольтеков, одной из главных доколумбовых культур Мезоамерики. Обычно её отождествляют с мифическим городом Толланом. Тула расположена в 65 км к северу от Мехико на берегах одноименной реки.

## История
Говорящие на языке науатль тольтеки пришли как кочевники с севера Мексики, что в истории Мезоамерики случалось часто. Со временем они стали главной силой в районе Тулы, находившемся ранее в сфере влияния Теотиуакана.
Полулегендарная история города повествует о том, как в 947 году был рождён Се-Акатль Накшитль Топильцин Кецалькоатль (Кетцалькоатль — «Пернатый змей»), взошедший на трон в 980 году. Тескатлипока («дымящееся зеркало») организовал мятеж, и Кетцалькоатль с большим количеством тольтеков был вынужден покинуть Тулу. Часть из них поселилась на территории миштеков (Оахака). Другая часть мигрировала во владения майя на полуостров Юкатан, где основала город Чичен-Ица. В архитектуре далёких друг от друга городов и в самом деле прослеживаются многие параллели.
В XIII веке Тула была окончательно разрушена. Огромные фигуры воинов у подножия пирамиды были ритуально закопаны и благодаря этому сохранились до сегодняшнего дня.

## Археологические находки
Наиболее известным из сохранившихся сооружений является Пирамида Утренней Звезды (также Храм Кетцалькоатля, Храм Тлауискальпантекутли или Храм Б), на платформе которой стоит группа  пятиметровых каменных скульптурных изваяний воинов, поддерживавших когда-то крышу храма. У входа стоят крупные статуи змей. Впечатляет и сохранившийся большой фриз, на котором изображены ягуары и орлы, пожирающие человеческие сердца. В колонных залах дворцового комплекса видны сохранившиеся оригинальные рисунки.